# Cova dos Leões (grupo militante)
Cova dos Leões (em árabe: عرين الأسود, translit. ʿArīn al-ʾUsud) é um grupo militante palestino que opera na Cisjordânia ocupada por Israel.
A organização foi fundada por um palestino de 25 anos chamado Mohammed al-Azizi, mais conhecido como “Abu Saleh”, e seu amigo Abdel Rahman Suboh, ou “Abu Adam”, de 28 anos. Ambos foram mortos em combates em julho de 2022. O grupo registou um aumento de popularidade entre os palestinianos na Cisjordânia, estimulado pela crescente frustração com a Ocupação israelense da Cisjordânia, que já dura mais de 50 anos, pela aparente permanência dos colonatos israelitas e pelo aumento da violência dos colonos israelitas que a acompanha, juntamente com uma governação ineficaz pela Autoridade Palestina.

## Histórico
2022 foi o ano mais mortal para os palestinianos na Cisjordânia desde 2015, centrado principalmente em Nablus e Jenin. Houve um aumento notável na violência por parte de colonos judeus extremistas. Após o assassinato de um soldado israelita em 11 de Outubro de 2022, pelo qual a Cova dos Leões assumiu a responsabilidade, Nablus está sob um cerco apertado que os palestinianos protestam como punição colectiva.
O grupo tem registado um aumento de popularidade entre os palestinos na Cisjordânia, partilhando regularmente vídeos dos seus ataques no TikTok e no Telegram. Sua conta TikTok foi suspensa em outubro de 2022, levando o grupo a publicar o restante de seus vídeos em sua conta Telegram, que possuía 238.000 assinantes em 24 de fevereiro de 2023.
O New York Times informou em 2023 que a popularidade do grupo entre alguns jovens palestinos reflete o apoio crescente da resistência armada contra a ocupação israelense dos territórios palestinos, de 56 anos, incluindo frustrações com a expansão dos assentamentos israelenses, violência dos colonos israelenses e governação ineficaz por parte da Autoridade Palestiniana.
O grupo surgiu em agosto de 2022, um ano de aumento da violência no conflito israelo-palestiniano e leva o apelido de Ibrahim Nabulsi, um militante proeminente de Nablus, apelidado de O Leão de Nablus, que foi morto em julho durante um ataque israelense. É composto por membros de outras organizações militantes palestinas, tradicionalmente combatidas pelo Fatah, incluindo o Hamas e a Jihad Islâmica Palestina, e membros descontentes do Fatah, principalmente jovens e seculares. O grupo está supostamente baseado na Cidade Velha de Nablus.
A organização foi fundada por um palestino de 25 anos chamado Mohammed al-Azizi, mais conhecido como “Abu Saleh”, e seu amigo Abdel Rahman Suboh, ou “Abu Adam”, de 28 anos. Ambos foram mortos em combates em julho de 2022. A popularidade do grupo tem registado um aumento entre os palestinianos na Cisjordânia, partilhando regularmente vídeos dos seus ataques nas redes sociais. O New York Times informou em 2023 que a popularidade do grupo entre alguns jovens palestinos reflete o apoio crescente da resistência armada contra a ocupação israelense dos territórios palestinos, de 56 anos, incluindo frustrações com a expansão dos assentamentos israelenses, violência dos colonos israelenses e governação ineficaz por parte da Autoridade Palestiniana.

## Financiamento
O grupo recebeu uma quantia não revelada de fundos do Hamas.

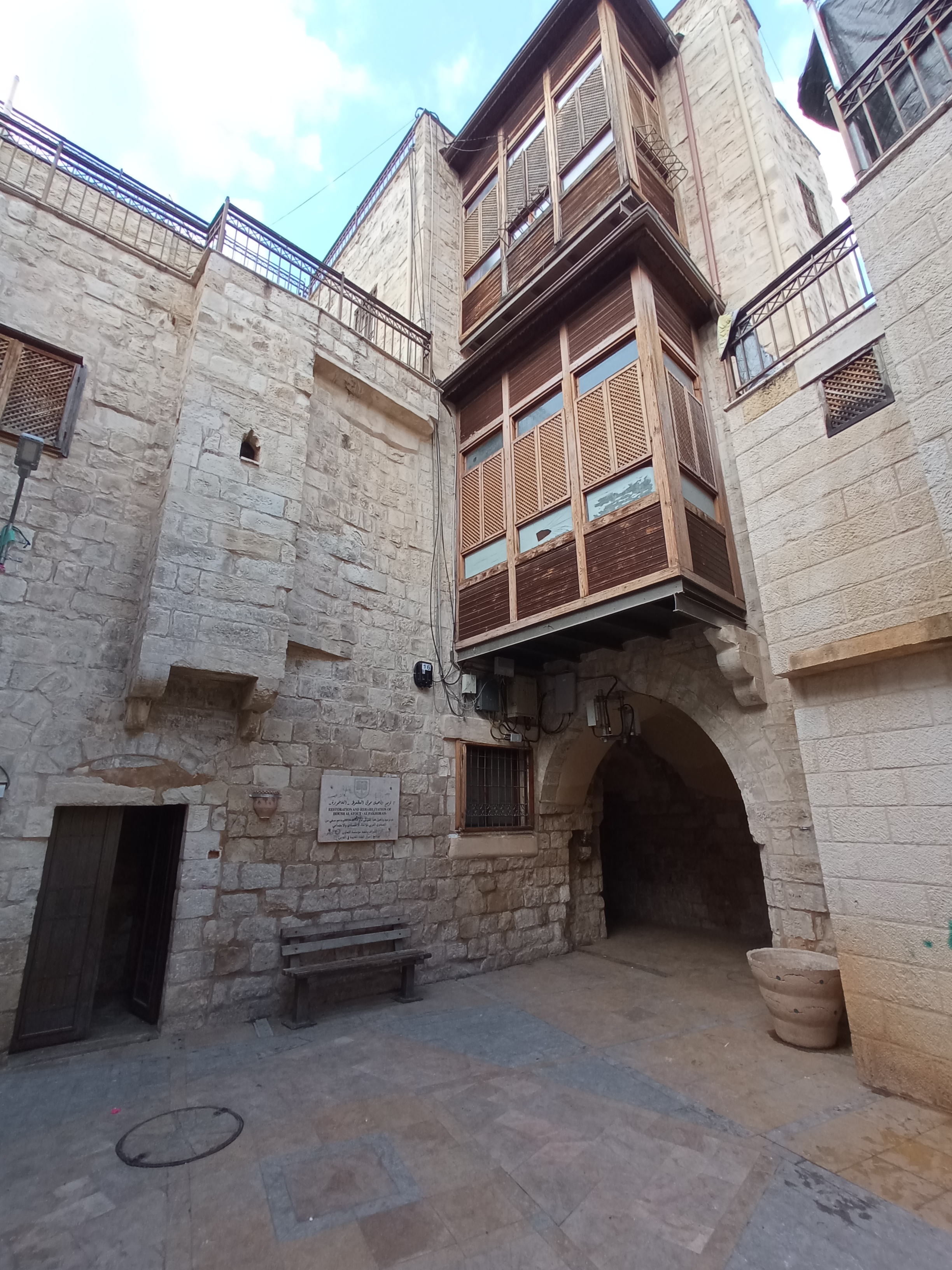
A sede, na Cidade Velha de Nablus, da Cova dos Leões (grupo militante)

## História
A Lions' Den foi identificada pela primeira vez pela mídia palestina em agosto de 2022, quando assumiu a responsabilidade por um ataque a soldados das FDI em Rujeib, na Cisjordânia. O grupo realizou então um comício em Nablus em Setembro, homenageando dois membros da Jihad Islâmica Palestiniana que foram mortos em Julho. No mesmo mês, a polícia israelense disse que havia frustrado um plano do grupo para realizar um ataque em grande escala no sul de Tel Aviv, e prendeu um suspeito que tentava entrar na cidade carregando duas bombas caseiras e uma submetralhadora. A Autoridade Palestina também prendeu um indivíduo associado ao grupo em Nablus, resultando em confrontos entre centenas de militantes e forças de segurança, e um civil sendo baleado e morto pela força da AP. No final de setembro, foram disparados tiros contra o assentamento israelense de Har Bracha e um posto militar próximo, e a Cova dos Leões assumiu a responsabilidade. Um membro da Lions' Den foi posteriormente morto em uma emboscada das FDI.
Em outubro, um táxi e um autocarro foram alvejados por militantes perto de Elon Moreh, na Cisjordânia, ferindo o taxista. Uma manifestação de colonos israelenses locais para protestar contra o incidente foi atacada com tiros, ferindo um soldado. A Cova dos Leões assumiu a responsabilidade pelos incidentes. Tiros também foram disparados contra tropas israelenses perto de Itamar e Beita, mas ninguém ficou ferido. Uma operação das FDI em 5 de outubro para encontrar os suspeitos dos ataques anteriores resultou na prisão de um membro do grupo e na morte de um militante. Os colonos israelitas realizaram uma manifestação no dia 11 de Outubro em Jerusalém para protestar contra os recentes ataques. Um soldado israelense de 21 anos designado para defender o grupo foi baleado e morto, e a Cova dos Leões assumiu a responsabilidade.
A mídia israelense informou em meados de outubro que o primeiro-ministro Yair Lapid, o primeiro-ministro alternativo Naftali Bennett e o ministro da Defesa Benny Gantz, juntamente com os chefes do Mossad e do Shin Bet de Israel, se reuniram para discutir o grupo e as recentes escaladas na Cisjordânia. Em 18 de outubro, outro membro do grupo foi preso pelas FDI. Em 23 de outubro, outro membro da Cova dos Leões foi morto por uma bomba colocada numa motocicleta em Nablus, na Cisjordânia ocupada, enquanto em 25 de outubro, soldados israelitas invadiram um apartamento em Nablus usado pelo grupo como uma sede. Três militantes da Cova dos Leões foram mortos, incluindo o líder e cofundador Wadee al-Houh. Dois civis palestinos também foram mortos nas áreas próximas. Os protestos eclodiram na cidade de Nabi Saleh horas depois do ataque, resultando na morte de um palestino por soldados israelenses.
Em fevereiro de 2023, soldados israelitas conduziram uma incursão militar na cidade palestiniana de Nablus. Os alvos iniciais foram os membros da Cova dos Leões, Husam Bassam Isleem (24) e Muhammad Omar “Juneidi” Abu Bakr (23), que foram baleados e mortos. Outros cinco membros do grupo também foram mortos durante tiroteio na cidade. Quatro civis palestinos, incluindo três homens idosos e um menino, também foram mortos pelos soldados israelenses.